# Husby (stacja metra)
Husby – stacja skalna sztokholmskiego metra, leży w Sztokholmie, w dzielnicy Rinkeby-Kista, na osiedlu Husby. Na niebieskiej linii (T11), między stacjami Kista a Akalla. Dziennie korzysta z niej około 6400 osób.

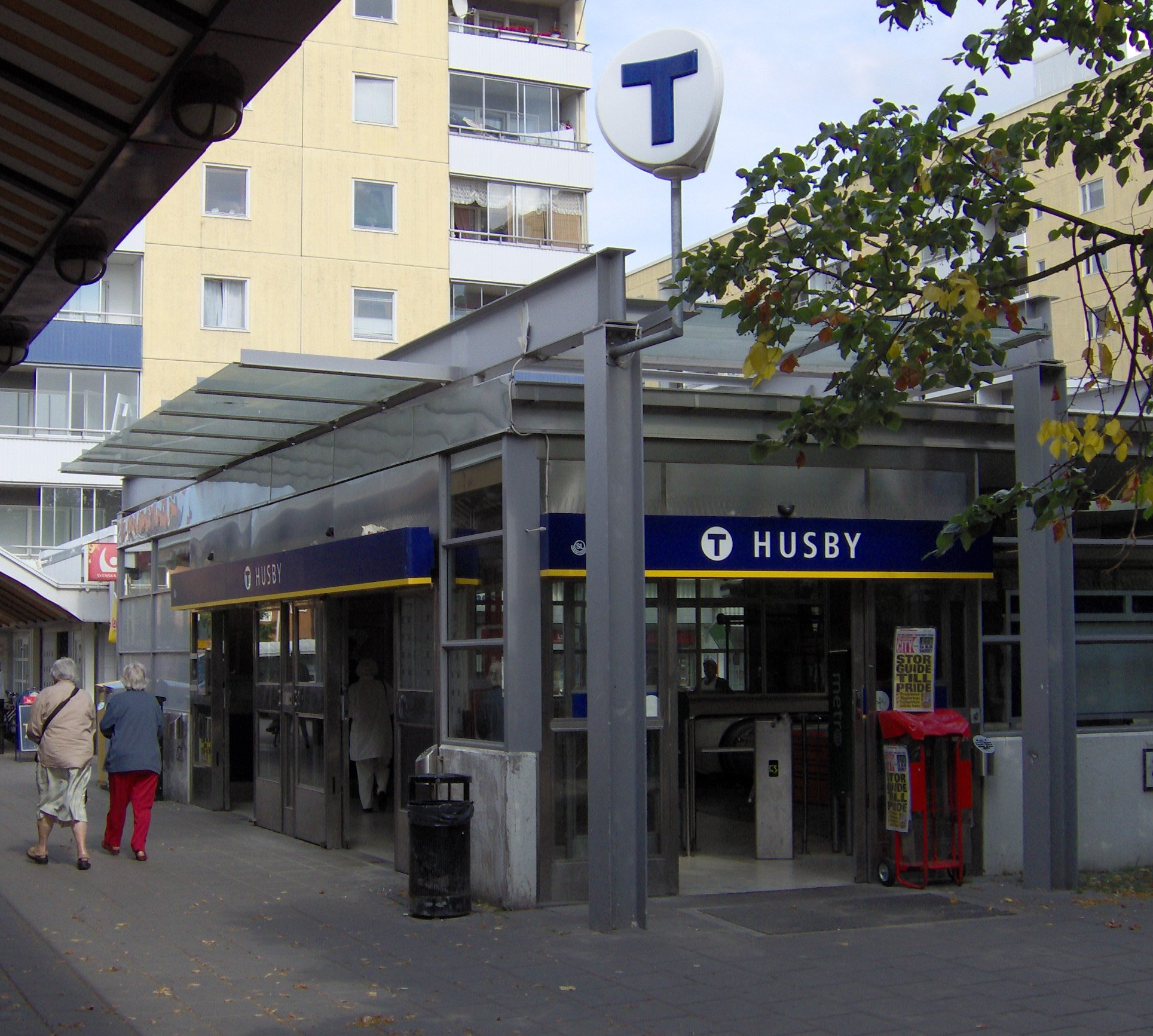
Wejście od Trondheimsgatan

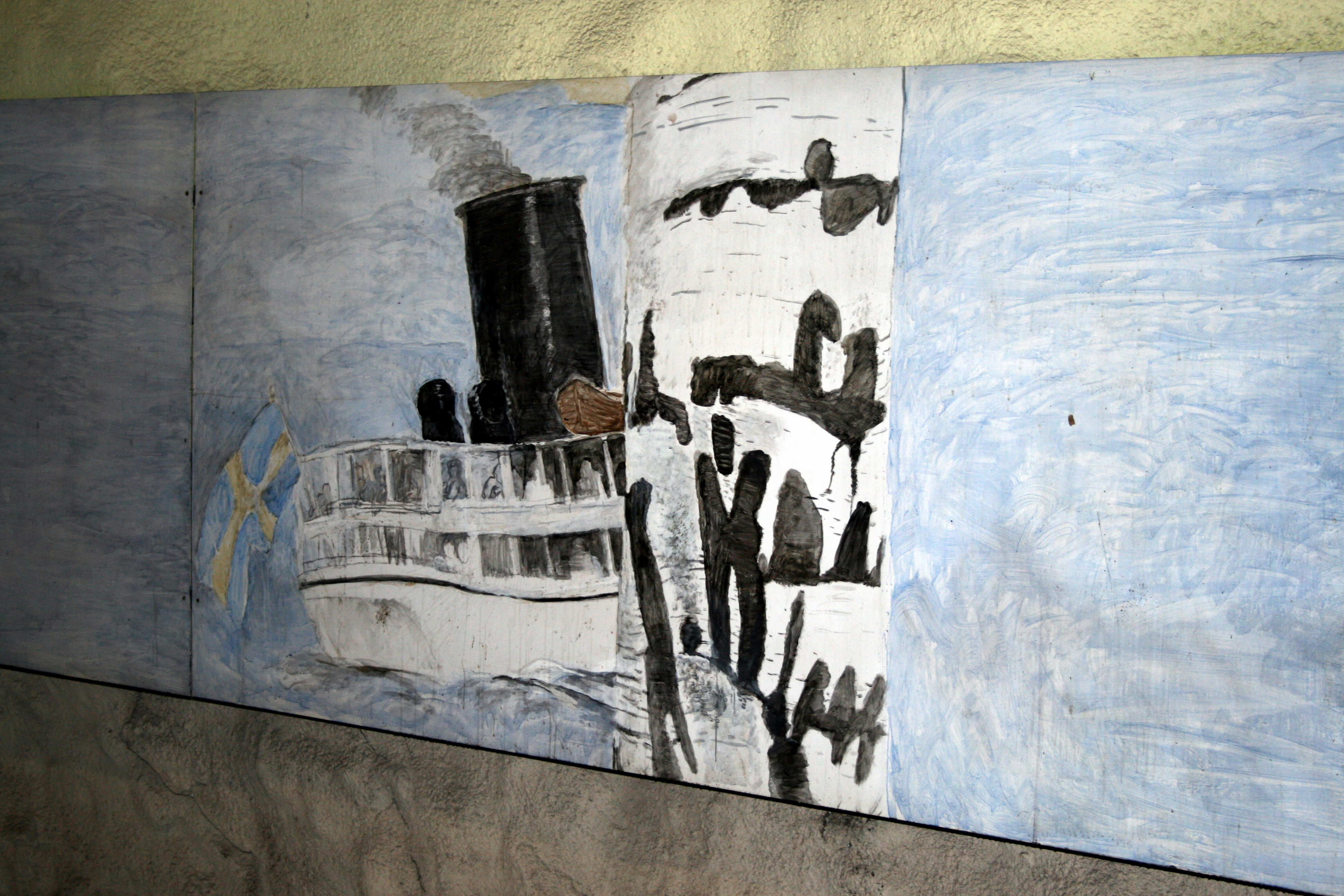
Malowidła Birgit Broms

Jest to przedostatnia stacja linii, znajduje się równolegle do Norgegatan, wyjścia zlokalizowano przy Trondheimsgatan i Bergengatan.
Stacja utrzymana jest w kolorze żółtym, niebieskim i białym. Na ścianach przedstawiono statki Waxholmsbolaget pośród piaszczystych i porośniętych brzozami wysp Archipelagu Sztokholmskiego. Przy schodach ruchomych ściany pokryte są plastikowymi blokami ze zdjęciami czerwonych róż. Autorką zdjęć jest Helen Sandberg (1993) a malowideł Birgit Broms (1977).

## Czas przejazdu
| Linia | Stacja          | Czas przejazdu | Stacja                                 | Czas przejazdu       |
| T11   | Akalla          | 2 min          | Västra skogen Fridhemsplan T-Centralen | 12 min 16 min 19 min |
| T11   | Kungsträdgården | 21 min         | Västra skogen Fridhemsplan T-Centralen | 12 min 16 min 19 min |

## Otoczenie
W najbliższym otoczeniu stacji znajdują się:
- Husby centrum, nieduża grupa sklepów
- Husby kyrka
- Husbygårdsskolan
- Husbyskolan
- Dalhagsskolan
- Husby ishall, lodowisko
- Husby hallen, hala sportowa
- Husby badet, pływalnia